# Mark Strong
Mark Strong (London, 1963. augusztus 5. –) angol színész.

## Élete
Apja olasz, míg anyja osztrák származású. A norfolki általános iskolába járt. Eredeti neve Marco Giuseppe Salussolia, de mikor nagykorú lett megváltoztatta a nevét, Mark Strongra. Játszott egy punk-rock bandában (The Electric Hoax and Private Party). Később ügyvédnek tanult a müncheni egyetemen, de egy év után otthagyta és visszaköltözött Londonba. Itt először angolt és drámát tanult a Royal Holloway-ben, majd később a Bristol Old Vic Theatre School-ban folytatta tanulmányait.
Kezdetben főleg sorozatokban tűnt fel, ezekben szinte mindig fontos szerepet kapott. A Prime Suspect többrészes filmjeiben népszerű karaktert (Larry Hall) alakított (1993-ban a harmadik részben, 2003-ban pedig a hatodik részben kapta meg a szerepet). A BBC két sorozatában is főszerepet kapott (Our Friends in the North (1996) és The Long Firm (2004)). 2005-ben a The Long Firm sorozatban való teljesítményéért Broadcasting Press Guild Awarddal jutalmazták, illetve jelölték BAFTA-díjra is. Főszerepet játszott a Jane Austen romantikus regényét feldolgozó filmben, az Emmában Kate Beckinsale oldalán. Nagyot alkotott egy 1997-es filmben is, a Focilázban, melyben Steve-et alakította. Szerepelt a Roman Polański-féle Twist Oliverben, ahol már megmutathatta „gonoszabb” énjét. A napfény íze című film forgatása sem volt számára egyszerű, mert volt, hogy hat órán keresztül sminkelték.
Szerepet kapott Guy Ritchie a Revolver című rendezésében, Sortert, a dadogós, érzelemmentes bérgyilkost alakítva. Ritchie-nek annyira megtetszett Strong alakítása, hogy később a Spílerben is szerepet adott neki, mely nagy sikert hozott számára. Azóta elkészült a harmadik közös filmjük is, a Sherlock Holmes, melyben a szintén gonosz szereplőt, Lord Blackwoodot formálja meg. 

## Filmográfia

### Film
| Év   | Magyar cím                            | Eredeti cím                      | Szerep                      | Magyar hang          |
| ---- | ------------------------------------- | -------------------------------- | --------------------------- | -------------------- |
| 1993 |                                       | Century                          | rendőr                      |                      |
| 1994 | A szerelem börtönében                 | Captives                         | Kenny                       |                      |
| 1997 | Egy férfi, egy nő és egy focicsapat   | Fever Pitch                      | Steve                       |                      |
| 1998 | Vissza a jelenbe!                     | The Man with Rain in His Shoes   | Dave Summers                | Kőszegi Ákos         |
| 1999 |                                       | Elephant Juice                   | Frank                       |                      |
| 1999 | A napfény íze                         | –                                | Sors István                 | Szervét Tibor        |
| 2001 | Soha többé háborút!                   | To End All Wars                  | Dusty Miller                | Kárpáti Levente      |
| 2001 | Szálló                                | Hotel                            | Ferdinand                   |                      |
| 2001 |                                       | The Martins                      | Doug                        |                      |
| 2002 | A szív és vidéke                      | Heartlands                       | Ian                         | Sarádi Zsolt         |
| 2003 | A végső megoldás: szerelem            | It's All About Love              | Arthur                      | Oberfrank Pál        |
| 2005 | Revolver                              | Revolver                         | Sorter                      | Sztarenki Pál        |
| 2005 | Twist Olivér                          | Oliver Twist                     | Toby Crackit                | Kautzky Armand       |
| 2005 | Sziriana                              | Syriana                          | Mussawi                     | Epres Attila         |
| 2006 | Trisztán és Izolda                    | Tristan & Isolde                 | Lord Wictred                | Pusztaszeri Kornél   |
| 2006 | Szex és szerelem                      | Scenes of a Sexual Nature        | Louis                       | Kárpáti Levente      |
| 2007 | Napfény                               | Sunshine                         | Pinbacker                   | Király Attila        |
| 2007 | Csillagpor                            | Stardust                         | Septimus herceg             | Széles Tamás         |
| 2008 | Miss Pettigrew nagy napja             | Miss Pettigrew Lives for a Day   | Nick Calderelli             | Kautzky Armand       |
| 2008 | Emlékek hálójában                     | Flashbacks of a Fool             | Mannie Miesel               | Maday Gábor          |
| 2008 | Babylon A.D.                          | Babylon A.D.                     | Finn                        | Sarádi Zsolt         |
| 2008 | Spíler                                | RocknRolla                       | Archy                       | Epres Attila         |
| 2008 | Hazugságok hálója                     | Body of Lies                     | Hani Salaam                 | Széles Tamás         |
| 2008 | Good: A bűn útjai                     | Good                             | Philipp Bouhler             | Háda János           |
| 2009 | Végjáték                              | Endgame                          | Neil Barnard                |                      |
| 2009 | Az ifjú Viktória királynő             | The Young Victoria               | Sir John Conroy             | Epres Attila         |
| 2009 | Sherlock Holmes                       | Sherlock Holmes                  | Lord Henry Blackwood        | Szabó Sipos Barnabás |
| 2010 | HA/VER                                | Kick-Ass                         | Frank D'Amico               | Epres Attila         |
| 2010 | Robin Hood                            | Robin Hood                       | Sir Godfrey                 | Epres Attila         |
| 2010 | Arrietty – Elvitte a manó             | Karigurashi no Arietti           | Pod (angol hangja)          |                      |
| 2010 | Út a szabadságba                      | The Way Back                     | Khabarov                    | László Zsolt         |
| 2011 | A guardista                           | The Guard                        | Clive Cornell               | Epres Attila         |
| 2011 | A sas                                 | The Eagle                        | Guern                       | Kapácsy Miklós       |
| 2011 | A sas                                 | The Eagle                        | Guern                       | Dolmány Attila       |
| 2011 | Zöld Lámpás                           | Green Lantern                    | Thaal Sinestro              | Király Attila        |
| 2011 | Suszter, szabó, baka, kém             | Tinker Tailor Soldier Spy        | Jim Prideaux                | Széles Tamás         |
| 2011 | Fekete arany                          | Black Gold                       | Amar szultán                | Schnell Ádám         |
| 2012 | John Carter                           | John Carter                      | Matai Shang                 | Epres Attila         |
| 2012 | Zero Dark Thirty – A Bin Láden hajsza | Zero Dark Thirty                 | George                      | Galbenisz Tomasz     |
| 2012 | Vér                                   | Blood                            | Robert Seymour              | Epres Attila         |
| 2013 | Üdv a mocsokban                       | Welcome to the Punch             | Jacob Sternwood             | Epres Attila         |
| 2013 | Justin, a hős lovag                   | Justin and the Knights of Valour | Herkules (hangja)           | Kőszegi Ákos         |
| 2014 |                                       | Unity (dokumentumfilm)           | narrátor (hangja)           |                      |
| 2014 | Közelebb a holdhoz                    | Closer to the Moon               | Max Rosenthal               |                      |
| 2014 | Amnézia                               | Before I Go to Sleep             | Dr. Nasch                   | Forgács Péter        |
| 2014 | Emlékbúvár                            | Mindscape                        | John Washington             | Epres Attila         |
| 2014 | Kódjátszma                            | The Imitation Game               | Stewart Menzies             | Epres Attila         |
| 2014 | Kingsman: A titkos szolgálat          | Kingsman: The Secret Service     | Merlin                      | Epres Attila         |
| 2016 | Agyas és agyatlan                     | Grimsby                          | Sebastian Grimsby           | Király Attila        |
| 2016 | Végső cél: az ismeretlen              | Approaching the Unknown          | William D. Stanaforth       | Király Attila        |
| 2016 | Miss Sloane                           | Miss Sloane                      | Rodolfo Schmidt             | Csankó Zoltán        |
| 2016 |                                       | The Siege of Jadotville          | Conor Cruise O’Brien        |                      |
| 2017 |                                       | 6 Days                           | Max Vernon                  |                      |
| 2017 | Kingsman: Az aranykör                 | Kingsman: The Gold Cirle         | Merlin                      | Epres Attila         |
| 2018 |                                       | The Catcher Was a Spy            | Werner Heisenberg           |                      |
| 2018 | Stockholm                             | Stockholm                        | Gunnar Sorensson            | Epres Attila         |
| 2019 | Shazam!                               | Shazam!                          | Dr. Thaddeus Sivana         | Epres Attila         |
| 2019 | 1917                                  | 1917                             | Smith százados              | Albert Gábor         |
| 2021 | Szörnyella                            | Cruella                          | John                        | Epres Attila         |
| 2022 | Tár                                   | Tár                              | Eliot Kaplan                |                      |
| 2022 | Nocebo                                | Nocebo                           | Felix                       | Epres Attila         |
| 2023 | Shazam! Az istenek haragja            | Shazam! Fury of the Gods         | Dr. Thaddeus Sivana (cameo) | Epres Attila         |
| 2023 | Gyagyás gyilkosság 2.                 | Murder Mystery 2                 | Miller                      | Epres Attila         |
| 2023 |                                       | Dead Shot                        | Holland                     |                      |
| 2023 |                                       | The Critic                       | David Brooke                |                      |
| 2023 |                                       | The End We Start From            | N                           |                      |
| 2024 | Atlas                                 | Atlas                            | Jake Boothe tábornok        | Epres Attila         |
| 2024 | A csend rabjai                        | The Silent Hour                  | Doug Slater nyomozó         | Király Attila        |
| 2025 | Árnyékosztag                          | Shadow Force                     | Jack Cinder                 | Epres Attila         |

### Televízió
| Év        | Magyar cím                            | Eredeti cím                         | Szerep                                 | Megjegyzések                                                   |
| --------- | ------------------------------------- | ----------------------------------- | -------------------------------------- | -------------------------------------------------------------- |
| 1989      | EastEnders                            | EastEnders                          | telefonszerelő                         | 1 epizód                                                       |
| 1989      |                                       | After Henry                         | Roger                                  | 1 epizód                                                       |
| 1990      |                                       | The Bill                            | P.C. Gibb                              | 1 epizód                                                       |
| 1990      |                                       | Inspector Morse                     | Mike Butterworth                       | 1 epizód                                                       |
| 1991      | Elfújja a szél                        | One Against the Wind                | német katona (stáblistán nem szerepel) | tévéfilm                                                       |
| 1993      |                                       | The Buddha of Suburbia              | tévéproducer                           | minisorozat (2 epizód)                                         |
| 1993      | Első számú gyanúsított                | Prime Suspect                       | Larry Hall felügyelő                   | minisorozat (2 epizód)                                         |
| 1994      |                                       | Between the Lines                   | David Lacey                            | 1 epizód                                                       |
| 1996      | Emma                                  | Emma                                | George Knightley                       | - tévéfilm - magyar hangja: - László Zsolt - Haás Vander Péter |
| 1996      |                                       | Our Friends in the North            | Terry "Tosker" Cox                     | minisorozat (9 epizód)                                         |
| 1996      | Sharpe küldetése                      | Sharpe's Mission                    | Colonel Brand                          | - tévéfilm - magyar hangja: - Epres Attila                     |
| 1997      |                                       | Band of Gold                        | Ed Smithson                            | 3 epizód                                                       |
| 1998      |                                       | Spoonface Steinberg                 | apa                                    | tévéfilm                                                       |
| 2000      |                                       | Bomber                              | Chris Forsyth ezredes                  | tévéfilm                                                       |
| 2000      | Anna Karenina                         | Anna Karenina                       | Stiva Oblonsky                         | minisorozat (4 epizód)                                         |
| 2000      | Feltétlen bizalom                     | Trust                               | Michael Mitcham                        | tévéfilm                                                       |
| 2003      | VIII. Henrik                          | Henry VIII                          | Thomas Howard                          | - tévéfilm - magyar hangja: - Haás Vander Péter                |
| 2003      |                                       | Prime Suspect 6: The Last Witness   | Larry Hall nyomozó                     | minisorozat (2 epizód)                                         |
| 2004      | Fantomcég                             | The Long Firm                       | Harry Starks                           | minisorozat (4 epizód)                                         |
| 2006      | A téli napfény sötétjében             | Low Winter Sun                      | Frank Agnew nyomozó                    | tévéfilm                                                       |
| 2006–2012 | Mit gondolsz, ki vagy?                | Who Do You Think You Are?           | narrátor (hangja)                      | főszereplő                                                     |
| 2013      | A Nagy Marsi Háború 1913–1917         | The Great Martian War 1913–1917     | narrátor (hangja)                      | áldokumentumfilm                                               |
| 2013      |                                       | Low Winter Sun                      | Frank Agnew nyomozó                    | főszereplő (10 epizód)                                         |
| 2018      | Deep State – Háttérhatalom            | Deep State                          | Max Easton                             | főszereplő (8 epizód)                                          |
| 2018      |                                       | Untamed Romania                     | narrátor (hangja)                      | dokumentumfilm                                                 |
| 2019      | A Sötét Kristály – Az ellenállás kora | The Dark Crystal: Age of Resistance | Ordon (hangja)                         | - 4 epizód - magyar hangja: - Kőszegi Ákos                     |
| 2019–2021 |                                       | Temple                              | Daniel Milton                          | - minisorozat főszereplője (15 epizód) - vezető producer       |
| 2020      | Sportversenyek a világban             | Home Game                           | narrátor (hangja)                      | dokumentumsorozat (8 epizód)                                   |
| 2024      | Pingvin                               | The Penguin                         | Carmine Falcone                        | minisorozat (2 epizód)                                         |
| 2024      | A Vox Machina legendája               | The Legend of Vox Machina           | Assembly Mage (hangja)                 | sorozat (1 epizód)                                             |
| 2024      | Dűne: Prófécia                        | Dune: Prophecy                      | Javicco Corrino császár                | főszereplő (6 epizód)                                          |